# Battle Royale (film)
Battle Royale (バトル・ロワイヤル?, Batoru Rowaiaru) è un film del 2000 diretto da Kinji Fukasaku.
Il soggetto è tratto dall'omonimo romanzo di Koushun Takami.
Sceneggiato da Kenta Fukasaku, figlio del regista, il film vede tra i protagonisti Takeshi Kitano e racconta la storia di Shuya Nanahara, uno studente di scuola media che sta lottando con il suicidio del padre e che viene costretto dal governo a competere in un gioco mortale in cui gli studenti della sua classe devono combattere all'ultimo sangue. Solo l'ultimo superstite avrà il diritto di vivere. Il film ha suscitato polemiche sia nazionali che internazionali ed è stato vietato a titolo definitivo o deliberatamente escluso dalla distribuzione in diversi paesi.
Il film è stato un blockbuster, rivelandosi uno dei 10 film di maggiore incasso in Giappone, ed è stato distribuito in 22 paesi in tutto il mondo. Ha ottenuto un grande successo pubblico globale e di critica ed è spesso considerato come uno dei film giapponesi più famosi, così come uno dei migliori film di Fukasaku. Lo stesso regista ne mise in cantiere un seguito, Battle Royale II: Requiem, ma morì di cancro alla prostata il 12 gennaio 2003 dopo la ripresa di una sola scena con Takeshi Kitano. Suo figlio, Kenta Fukasaku, completò il film nel 2003 e lo dedicò a suo padre.

## Trama
Il film, ambientato in Giappone, ha luogo in un futuro prossimo nel quale le dinamiche sociali moderne hanno visto diminuire pericolosamente l'autorità della popolazione adulta. Tutto ciò si riflette soprattutto nell'ambiente scolastico. Le autorità, preoccupate per la vertiginosa crescita della criminalità giovanile, decidono di varare la Millennium Educational Reform Act, conosciuta anche come BR act. Si tratta dell'estrazione a sorte di un gruppo di studenti delle superiori che dovrà partecipare al Battle royale, un crudele gioco di sopravvivenza che si svolge su un'isola. Fa parte del comitato, oltre ai militari, il prof. Kitano (interpretato da Takeshi Kitano).
Durante il gioco, i ragazzi devono uccidersi a vicenda, difendendo la propria incolumità. Prima dell'inizio, a ciascun ragazzo viene cinto il collo con un collare elettronico, che esplode se tenta di toglierlo o entrando in una zona proibita. Ogni concorrente ha in dotazione una sacca nella quale trova una bussola, una mappa dell'isola, viveri per 3 giorni e un'arma. Le armi vengono assegnate ai concorrenti in maniera del tutto casuale, spaziando dai mitragliatori ai bastoni, dalle balestre alle accette, dai binocoli ai coperchi per le pentole. Solo l'ultimo sopravvissuto verrà eletto vincitore e potrà finalmente tornare a casa. Se allo scadere dei tre giorni durante i quali si svolge il gioco, saranno in vita più individui, il comitato supervisore dei ragazzi li ucciderà tutti, facendo esplodere il loro collare.

## Produzione

### Processo creativo
Kinji Fukasaku dichiarò che decise di dirigere il film, perché il romanzo che aveva adattato gli ricordava del tempo passato come operaio, a soli quindici anni, durante la Seconda guerra mondiale. A quel tempo la sua classe venne fatta lavorare in una fabbrica di munizioni. Nel luglio 1945 la fabbrica venne bombardata: i ragazzi non poterono fuggire e, alla fine del bombardamento, i sopravvissuti dovettero disporre dei cadaveri dei propri compagni di classe. Fukasaku si rese conto che il governo giapponese era responsabile della continuazione della guerra e sviluppò un odio bruciante per gli adulti in generale, odio che rimarrà vivo per molti anni dopo la fine del conflitto.
Takeshi Kitano fece un documentario durante le riprese dicendo che "il lavoro di un attore è quello di soddisfare il regista... mi muovo nel modo in cui mi è stato detto. Non so molto circa il lato emotivo", prima di aggiungere: "Il signor Fukasaku mi ha detto di interpretare me stesso, non ho veramente capito, ma mi ha detto di interpretare me, di fare come farei normalmente, sto solo cercando di fare quello che mi dice".

## Versioni
In Giappone il film è stato oggetto di discussioni parlamentari e in altri paesi è stato censurato a causa della sua eccessiva violenza. È uscito in due versioni: la prima è stata distribuita nelle sale giapponesi il 16 dicembre 2000; la seconda, denominata "Special version", il 7 aprile 2001. Sarebbe scorretto definire questa seconda versione una director's cut poiché non si tratta di un rimontaggio del film voluto dal regista: è piuttosto una versione "potenziata" mediante l'uso di nuovi effetti speciali e di scene aggiuntive. Significativo in tal senso è il fatto che le scene aggiuntive non siano delle scene tagliate nel precedente montaggio, ma delle sequenze inedite girate proprio in occasione della nuova versione.
Esiste una terza versione del film, uscita solo in Germania e fortemente censurata, conosciuta come "German cut". A differenza di quanto avvenne con le due precedenti versioni, il regista Kinji Fukasaku ne è completamente estraneo trattandosi di un rimontaggio dovuto ad esigenze di censura. Essa presenta 31 tagli e 15 rimozioni di scritte e/o voci, per un totale di 7'56" in meno rispetto alla versione cinematografica.

### Differenze generali fra la "Special version" e la versione cinematografica
- Un uso costante, nella "Special version", della grafica computerizzata. Questa è evidente nei titoli di testa, dove il logo "BR" originariamente bidimensionale è stato renderizzato in 3D. La CG è stata inoltre usata per migliorare gli effetti speciali, in primis il sangue.
- La colonna sonora, similmente, è stata alterata con alcuni effetti enfatizzati maggiormente rispetto alla versione cinematografica.
- Molte scene sono state leggermente allungate, mediante l'inserimento di fotogrammi aggiuntivi, o alterate, mediante una diversa combinazione delle inquadrature.
- Di alcune scene rappresentanti paesaggi è stato cambiato l'ordine, ricollocandole in diversi punti del film.

### Elenco delle scene inedite girate appositamente per la "Special version"
- Una sequenza di una partita di basket fra i ragazzi delle sezioni A e B della scuola Shiroiwa. La scena viene mostrata la prima volta prima dell'inizio del "Programma" mentre le volte successive ne compaiono brevi frammenti, come flashback, durante i tre giorni sull'isola. In essa si vedono le vite e i rapporti degli studenti precedentemente al loro coinvolgimento nel "Programma". La fine della partita rappresenta inoltre il primo dei tre "requiem" che costituiscono il finale alternativo.
- Un'allucinazione del protagonista, Shuya Nanahara, che ha luogo nella stessa palestra nella quale ha avuto luogo la partita di basket, nella quale gli appare Yoshitoki Kuninobu che gli raccomanda di prendersi cura di Noriko. L'allucinazione viene mostrata una prima volta nel corso del film e, una seconda (in forma lievemente allungata), nel finale alternativo, di cui costituisce il secondo "requiem".
- In flashback dedicato a Mitsuko Soma che ne mostra l'infanzia drammatica. In esso si mostra come sua madre abbia in passato cercato di farla prostituire con un pedofilo e che Mitsuko, nel tentativo di allontanarlo, lo uccide facendolo cadere dalle scale di casa.
- Una scena che mostra il riavvio del sistema di sicurezza dell'isola da parte di Kitano e dei soldati dopo l'attacco inflitto da Shinji Mimura.
- Il finale alternativo: non si tratta di una diversa conclusione della storia narrata nella versione cinematografica ma di 3 sequenze, denominate "requiem", recanti ognuna il proprio titolo, poste dopo la scritta in rosso "CORRI" che chiude la versione cinematografica. 
I tre requiem sono:
  - REQUIEM I: Classe B - Amici : trattasi della conclusione della partita di basket precedentemente citata. Delinea inoltre ulteriormente il personaggio di Mitsuko: da sola a bordo campo nel corso della partita, è chiaramente coinvolta dal suo svolgimento. Alla fine indugia per qualche istante al momento della vittoria della sua classe, indecisa se prendere parte alla festa dei suoi compagni di classe o meno. Si capisce che vorrebbe ma anche che è un corpo estraneo alla classe, e alla fine preferisce andarsene da sola.
  - REQUIEM II: Il sogno di Shuya Nanahara: trattasi dell'allucinazione precedentemente citata, lievemente allungata nel montaggio.
  - REQUIEM III: Il sogno di Noriko Nakagawa e del prof. Kitano: è una copia del sogno che Noriko ha nel bosco, sogno in cui rivede una sua passeggiata col prof. Kitano precedente al "Programma" (montata diversamente) e di cui è ora possibile ascoltare il dialogo. Esso chiarisce come Noriko e il professore abbiano avuto, nella loro vita pre-programma, un buon rapporto, e spiega in parte il comportamento di Kitano nel film.

## Distribuzione
Battle Royale fu distribuito entro due anni dalla sua uscita in 22 Paesi del mondo tra Asia, Australia, Europa e America centro-meridionale. Negli Stati Uniti, ad esclusione di alcune proiezioni presso festival nel 2001-2002, il film non fu mostrato fino al dicembre 2011, a causa di difficoltà della Toei Company nel trovare un distributore (alla fine fu trovato un accordo con la Anchor Bay Entertainment) e del timore di cause legali dovute al contenuto del film.
I diritti della pellicola per l'Italia vennero acquistati da Shin Vision S.r.l. che nel 2004 ne annunciò una distribuzione in DVD e in VHS: tuttavia la pubblicazione venne rimandata, finché l'edizione doppiata in italiano del film uscì in DVD nel settembre 2008 a marchio Fool Frame soltanto per il noleggio. Il film era stato comunque proposto più volte nelle manifestazioni locali in versione originale con sottotitoli, la prima volta il 13 novembre 2003 all'interno del Torino Film Festival (che ospitò anche l'anteprima italiana del sequel Battle Royale II alla presenza del regista).
Nel 2021 Battle Royale è stato ripubblicato in versione restaurata in 4K in entrambe le versioni dalla Arrow Films nel Regno Unito. Dal 10 ottobre 2022 la versione speciale (rinominata "director's cut") ha avuto una ridotta distribuzione cinematografica in Italia; in contemporanea CG Entertainment ha avviato un finanziamento tramite crowdfunding (poi conclusosi con successo) per un'edizione limitata in Blu-ray e Blu-ray 4K del film originale e del suo sequel Battle Royale II, entrambi nelle due versioni originale e speciale, con numerosi contenuti extra. Al cinema Battle Royale è presentato in lingua originale con sottotitoli italiani oppure con il doppiaggio di Shin Vision: tuttavia il 28 ottobre Cecchi Gori annuncia che la pellicola verrà ridoppiata per l'edizione home video e non sarà più disponibile la precedente versione. Battle Royale II viene inoltre doppiato in italiano per la prima volta.

## Impatto culturale
Il film, specialmente con le uscite in formato DVD, generò un grande seguito di culto a livello globale e divenne un fenomeno culturale. Quentin Tarantino considera Battle Royale uno dei film più influenti degli ultimi decenni. La pellicola ha avuto una grande influenza nella cultura popolare globale, ispirando numerose opere del "genere battle royale" in diversi media in tutto il mondo.

### Cinema e televisione
Sin dalla sua uscita, la pellicola ha avuto un'influenza su registi come Quentin Tarantino, soprattutto nei suoi Kill Bill: Volume 1 e Volume 2; il personaggio di Gogo Yubari, interpretato da Chiaki Kuriyama, ricorda il personaggio da lei interpretato in Battle Royale, Takako Chigusa. Battle Royale venne inoltre citato nel film L'alba dei morti dementi del 2004, dove Edgar Wright e Simon Pegg vollero che un grande poster di Battle Royale fosse ben visibile nel soggiorno del protagonista. Nonostante non fosse stato ufficialmente distribuito negli Stati Uniti per molto tempo, Battle Royale è stato spesso citato nella cultura pop americana, spaziando dai film di Tarantino al gruppo rock The Flaming Lips (che utilizzarono immagini tratte dal film come sfondo sul palco durante il loro tour Yoshimi Battles the Pink Robots), insieme ai riferimenti in film hollywoodiani come Thank You for Smoking di Jason Reitman (2005) e Juno (2007) e show televisivi quali Lost e Community. In Wrong Turn 2: Dead End, uno dei personaggi (Matthew Currie Holmes come Michael "M" Epstein) indossa una maglietta di Battle Royale.
Maggie Lee di Reuters descrisse Battle Royale come il "film che ha aperto la strada al concetto del gioco della morte per adolescenti", citando la sua influenza su film come Kaiji (2009) e The Incite Mill di Hideo Nakata (2010), dove in entrambi ha recitato Tatsuya Fujiwara (l'attore protagonista in Battle Royale). V.A. Musetto del New York Post paragonò il film a The Condemned (2007), che il critico definì una "brutta copia" di Battle Royale come anche The Most Dangerous Game.
I critici hanno anche notato l'influenza di Battle Royale su altre pellicole, come il film del 2008 Kill Theory, The Tournament del 2009, e la trilogia di Hunger Games. Battle Royale generò paragoni anche con film come Gamer (2009), Kick-Ass (2010), e The Belko Experiment (2016). Altri esempi di film alla "battle royale" includono The Purge (2013), Assassination Nation (2018), Ready or Not (2019) e The Hunt (2020). La serie televisiva sudcoreana Squid Game (2021) fu anch'essa influenzata da Battle Royale.

### Videogiochi
Il genere "battle royale" nei videogiochi, nel quale i giocatori competono per essere l'ultimo a sopravvivere in un campo di battaglia sempre più ristretto, è stato ispirato e ha preso il nome dal film. Tale genere ha raggiunto il picco della popolarità nei tardi anni 2010 grazie a giochi quali PlayerUnknown's Battlegrounds, Fortnite Battle Royale, ARMA 3, H1Z1: King of the Kill, Knives Out, Rules of Survival, Garena Free Fire, Apex Legends, Realm Royale, Call of Duty: Black Ops 4 e Call of Duty: Warzone.

### Fumetti, manga e anime
In Giappone, il lungometraggio stabilì il genere di manga ed anime cosiddetto battle royale, che ruota attorno a una premessa narrativa simile. Insieme all'omonimo manga (2000), altri esempi del genere sono Basilisk (2003), Bokurano (2003), il franchise Fate/stay night (2004), Future Diary (2006), Deadman Wonderland (2007), il franchise Danganronpa (2010), Magical Girl Raising Project (2012) e la serie Death Parade (2013).
Il film ha influenzato anche la creazione della serie a fumetti della Marvel Comics Avengers Arena. Anche il logo della serie stessa ricorda quello usato nel film Battle Royale.